# ボディペインティング

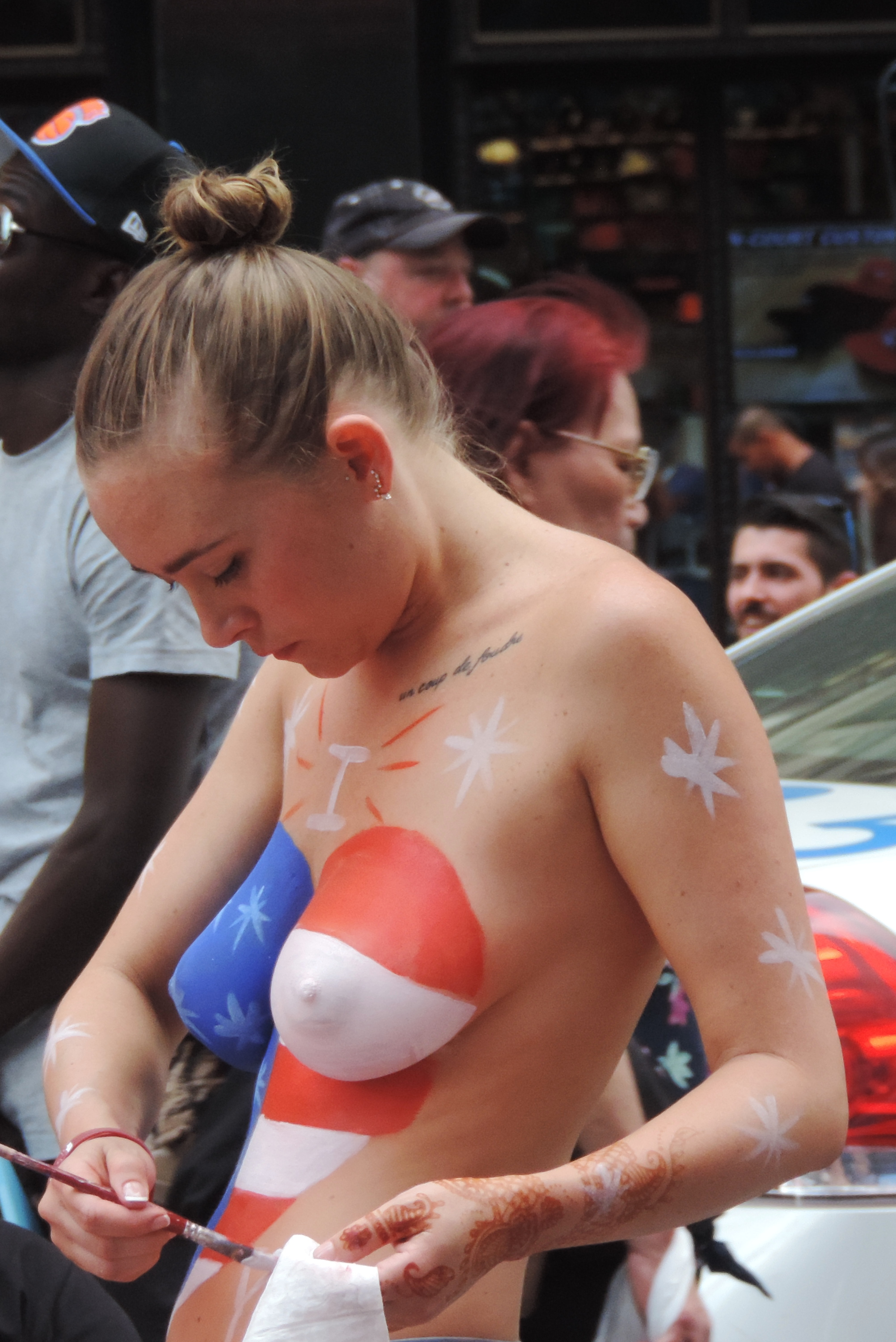
ボディペインティング

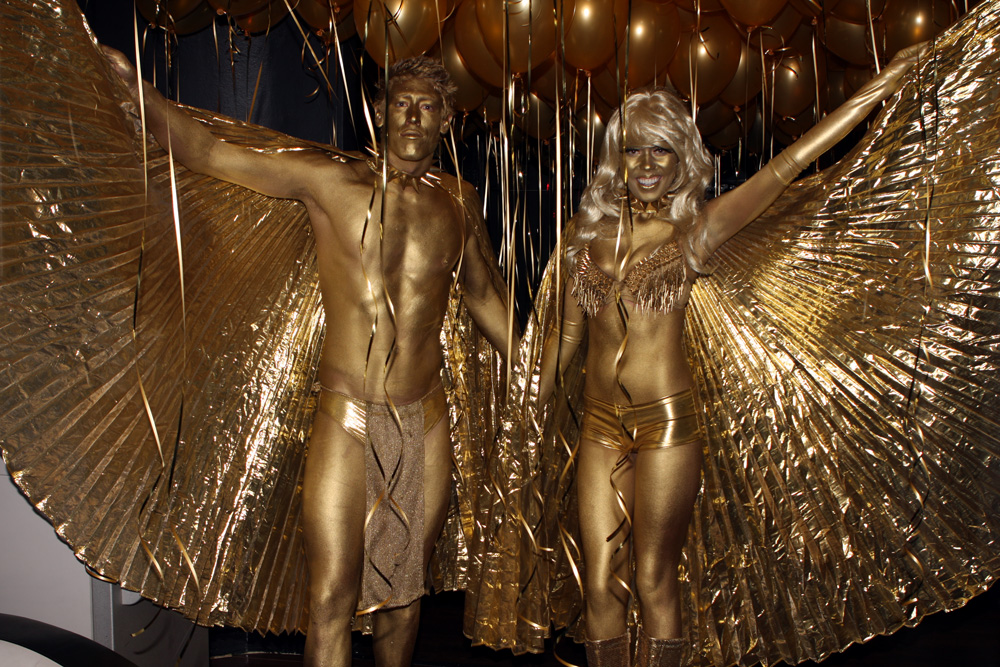
ショーでの全身塗装

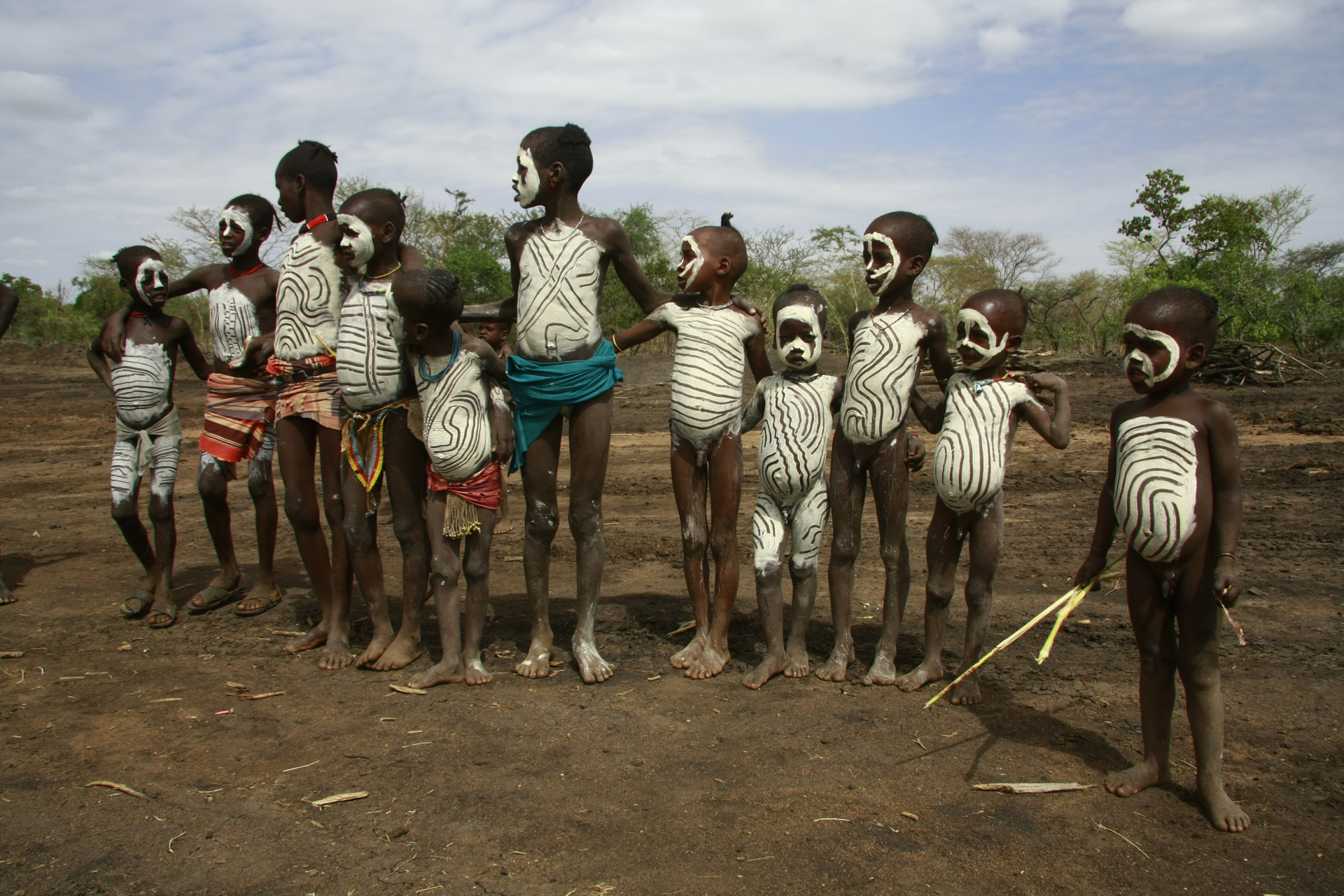
エチオピア南部の部族のボディペイント

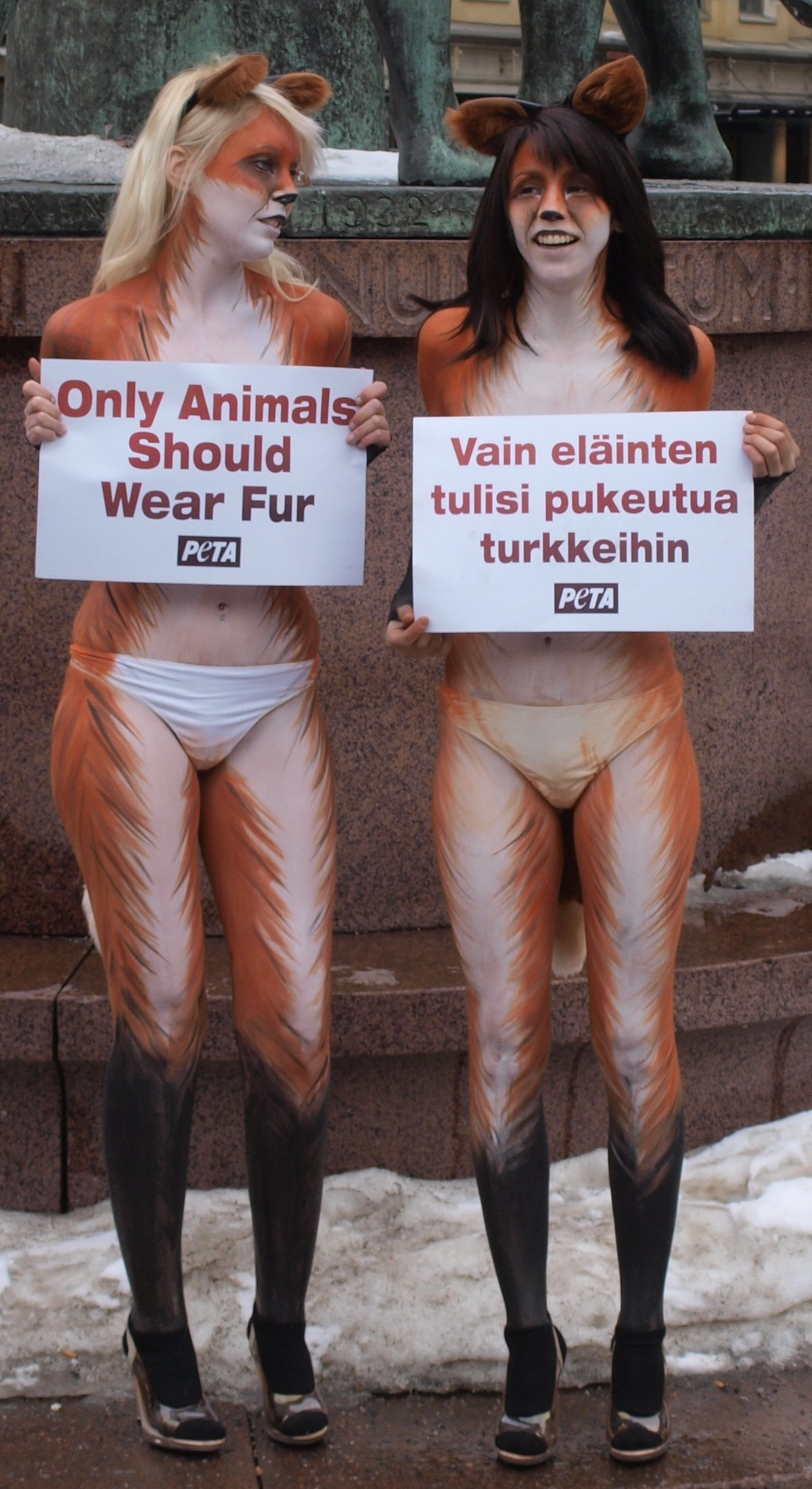
毛皮の衣服に抗議するPETA

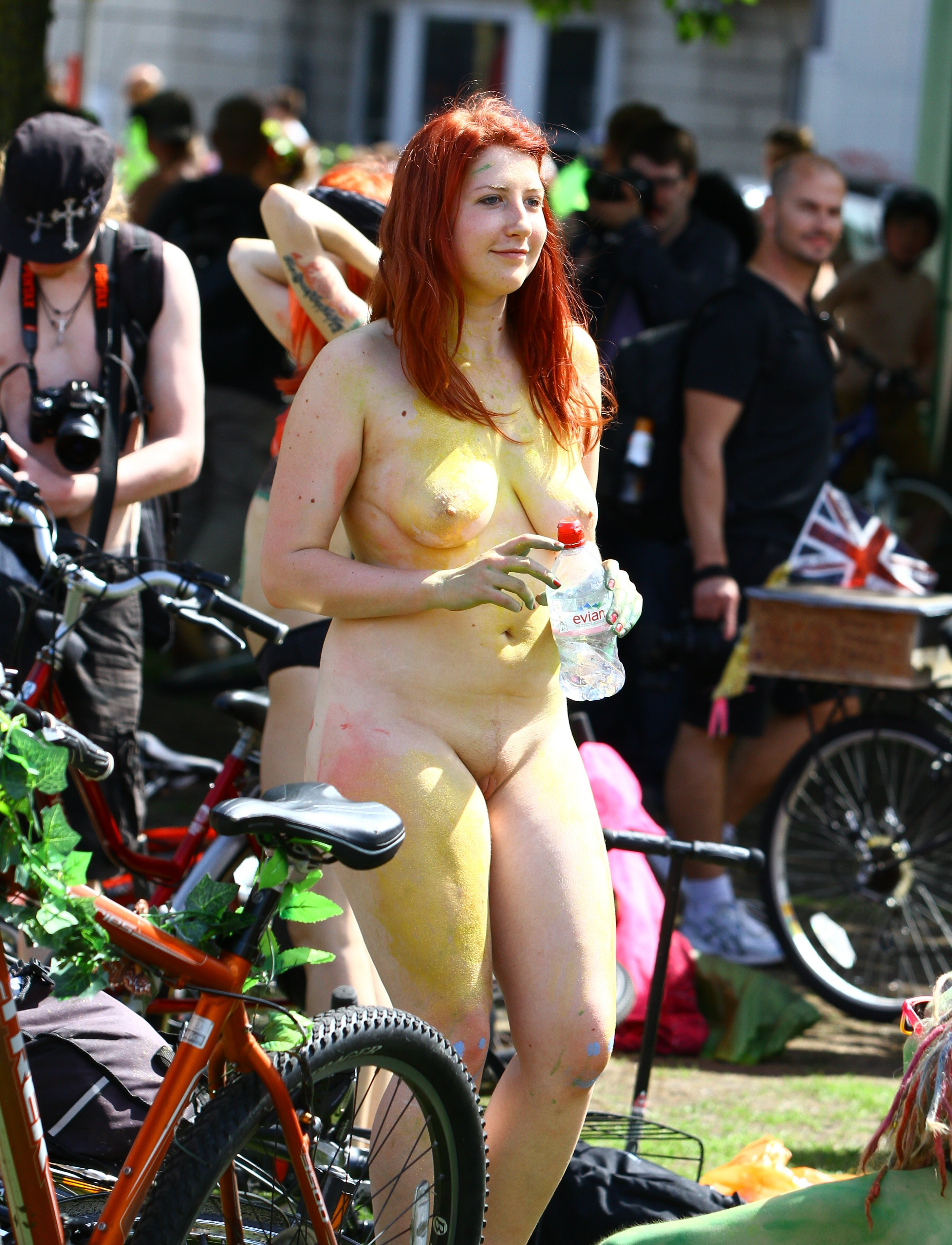
WNBRに参加する女性

ボディペインティング (body painting) とは、体に直接、塗料などで絵や模様を描くボディアートのことである。

## 概要
歴史的には、世界のいくつかの地域でボディペインティングが見られ、オーストラリア先住民（アボリジニ）やネイティブ・アメリカン、アフリカ、東南アジア、インドでも体にペイントを施す習慣が確認されている。
20世紀の西洋社会では、アート表現としてボディペインティングが行われてきた。1933年のシカゴ万国博覧会にて、マックス・ファクター・シニア (en) がモデルのサリー・ランドにボディペインティングを施し、公序良俗違反で逮捕されたこともあった。しかし、1960年代くらいから社会的に受け入れられるようになっていった。
ボディペインティングは政治的な抗議活動の手段として行われることもある。例えば、動物の倫理的扱いを求める人々の会はバーバリーに対する毛皮の抗議に動物の柄のボディペインティングのパフォーマンスを行った。
1998年よりワールド・ボディペインティング・フェスティバル (en) が行われている。他にも、en:Rabarama Skin Art Festivalなど様々なボディペインティング・フェスティバルがある。ヌーディズムのキャンプ場などでは、イベントの1つとしても行われることがあり、コンテストの形態を成していることもある。2003年から毎年、欧米をはじめ現在20ヶ国・70都市と、世界各地で開催されているワールド・ネイキッド・バイク・ライド (en) で、ボディペインティングを施して参加する人もいる。また、2001年には世界ボディペインティング協会 (en) が設立された。ボディペインティングのコンテストを扱ったテレビ番組にはスキン・ウォーズ (en) がある。

## 日本におけるボディペインティング
海外では「アートの一ジャンル」「イベントでのアート表現」など、芸術として認知されているが、日本では主要な先進国に比べて、未だにヌーディズムへの理解が進んでいないこともあり、ボディペインティングが性的な表現と見做される場合も多い。日本でボディペイントをする機会はサッカーの応援時やハロウィンのフェイスペインティングが多く、最近ではマタニティフォトを撮る際に妊婦のお腹に絵を描くベリーペイントも増えてきている。

### 暗黒舞踏
1960年代末より、全身白塗りで舞踏を行った。

### 腹踊り、腹芸
胸から腹にかけて顔を模したペイントを施し、踊り動かして表情を変えてみせる日本の芸。「へそ踊り」ともいう。

## ボディ・ペイントに使用する道具

### 絵具
これまでは市販の水性絵具やアルコール製の絵具を使ったボディペイントが主流であったが、長時間使用による肌への悪影響や、洗い流す際の煩わしさを払拭した、天然ラテックス素材を使ったゴム製の専用絵具も登場している。エアブラシによるボディペイントも盛んにおこなわれており、繊細な描写ができることからフェイクタトゥーやブライダルシーンなどで活用されている。肌用の特殊な接着剤を使用し、ラメのパウダー（グリッター）等で肩や腕、デコルテ、背中、腰などに施すボディペインティングを「ボディージュエリー」と称して提供する業者もある。

### 画材
- エアブラシ
- 筆

### 塗料
- ミラクルペイント
- クロマクリル
- 顔ペン

## フェイスペインティング
ボディペインティングの中でも人の顔に絵や模様を描くことをフェイスペインティングという。古代から、宗教的理由などで装飾されていた。現在はテーマパークやパーティー、フェスティバルなどで多く見かけられるようになっている。ハロウィンなどでも人気がある。サッカーの応援などのスポーツ関連のイベントで国旗を描いたものが代表的である。

## 資格
イベントなどでフェイス・ペイント（首から上の部位）を第三者が施す場合は、美容師法が適用され、美容師免許の取得と美容所として保健所に申請する必要があることが、厚生労働省生活安全課で確認されている。違法かどうかは自治体が判断し、違反が認められ場合は、美容師法違反で罰金30万円を課せられる。美容師法（昭和32年法律第163号）「美容師は「美容を業とする者」をいい、美容師法に基づき厚生労働大臣の免許を得なければならない。美容師の免許を持たないものは美容を業として行うことはできない。なお、業とは反復継続の意思をもって行うことで、有料・無料は問わない。」